# Jonathan Taylor (Footballspieler)
Jonathan Taylor (geboren am 19. Januar 1999 in Salem, New Jersey) ist ein US-amerikanischer American-Football-Spieler auf der Position des Runningbacks. Er spielte College Football für die University of Wisconsin–Madison und steht seit 2020 bei den Indianapolis Colts in der National Football League (NFL) unter Vertrag.

## College
Taylor besuchte die Highschool in seiner Heimatstadt Salem in New Jersey, wo er Football spielte und als Leichtathlet aktiv war. Mit 2815 erlaufenen Yards in seinem letzten Highschool-Jahr stellte er einen neuen Rekord in seinem Bundesstaat auf.
Ab 2017 ging er auf die University of Wisconsin–Madison, um College Football für die Wisconsin Badgers zu spielen. Nach überzeugenden Trainingsleistungen teilte er sich von Beginn seiner Freshman-Saison die Rolle als Starter auf der Position des Runningbacks mit Bradrick Shaw und Chris James. Am 2. Spieltag erlief er 223 Yards gegen Florida Atlantic, drei Wochen später kam er gegen Nebraska auf 249 Yards. Im Orange Bowl brach Taylor den offiziellen NCAA-Rekord von Adrian Peterson für die meisten erlaufenen Yards eines Freshman (zuvor 1925 Yards). Inoffizieller Rekordhalter blieb allerdings weiterhin Ron Dayne, der in der Saison 1996 als Freshman, ebenfalls für Wisconsin, auf 2106 Yards kam. Allerdings zählte die NCAA vor 2002 keine Statistiken aus Bowl-Games, sodass Dayne offiziell nur auf 1863 Yards kommt. Insgesamt erlief Taylor 1977 Yards und 13 Touchdowns. Er wurde in das All-Star-Team der Big Ten Conference gewählt.
Als Sophomore konnte Taylor an seine Zahlen aus der Vorsaison anknüpfen und diese sogar steigern. Er gewann den Doak Walker Award als bester Runningback im College Football. Außerdem wurde er erneut in das All-Star-Team seiner Conference sowie zum Unanimous All-American gewählt. Mit 2194 Yards bei 307 Läufen erzielte er die meisten Rushing Yards in der FBS.
Wie im Vorjahr gewann Taylor 2019 erneut den Doak Walker Award. Ebenso wurde er ein zweites Mal zum Unanimous All-American gewählt und zum dritten Mal in die All-Star-Auswahl der Big Ten. Bei 320 Läufen kam Taylor auf 2003 Yards und 21 Touchdowns.
Am 4. Januar 2020 gab Taylor bekannt, dass er sich für den NFL Draft anmelden werde. Insgesamt erlief er 6174 Yards für Wisconsin und beendete seine College-Karriere mit den sechstmeisten Rushing Yards eines Spielers aus der NCAA Division I FBS. In seinen drei Jahren am College war Taylor bei der Wahl zur Heisman Trophy jeweils unter den ersten zehn Spielern. Da er am College überwiegend als reiner Läufer und weniger durch seine Fähigkeiten im Passspiel geglänzt hatte, galt er trotz seiner bemerkenswerten Leistungen als College nicht als sicherer Erstrundenpick im kommenden Draft.

## NFL
Beim NFL Combine lief Taylor den 40 Yard Dash in 4,39 Sekunden und war damit der schnellste Runningback in diesem Jahr.
Taylor wurde im NFL Draft 2020 in der 2. Runde an 41. Stelle von den Indianapolis Colts ausgewählt. Nachdem Marlon Mack verletzungsbedingt ausgefallen war, wurde Taylor ab dem 2. Spieltag zum Starter. In seinem ersten Spiel als Starter gegen die Minnesota Vikings erzielte Taylor 101 Rushing Yards bei und seinen ersten NFL-Touchdown. Nach drei schwächeren Spielen in Folge in der Saisonmitte musste Taylor seine Rolle als führender Runningback der Colts zunehmend mit Nyheim Hines und Jordan Wilkins teilen, steigerte seine Leistungen dann aber wieder. Gegen die Las Vegas Raiders erlief er am 14. Spieltag einen Karrierebestwert von 150 Yards und zwei Touchdowns. Im letzten Spiel der Regular Season gegen die Jacksonville Jaguars erlief Taylor bei 30 Laufversuchen 253 Yards und zwei Touchdowns, womit er einen neuen Franchise-Rekord bei den Colts für die meisten erlaufenen Yards in einem Spiel aufstellte. Insgesamt kam er in seiner Rookiesaison auf 1169 Rushing Yards in der Regular Season. Bei der Play-off-Niederlage gegen die Buffalo Bills in der ersten Runde blieb Taylor weitgehend ineffektiv und ließ zudem zwei Pässe fallen.
In der Saison 2021 wurde Taylor im Oktober und im November als AFC Offensive Player of the Month ausgezeichnet. Beim Sieg gegen die Buffalo Bills am elften Spieltag erzielte er fünf Touchdowns, womit er einen neuen Franchiserekord bei den Colts aufstellte. Insgesamt sorgte er in der Partie für 204 Yards Raumgewinn. Taylor wurde erstmals in den Pro Bowl gewählt, dabei erhielt er die meisten Stimmen im Voting der Fans. Mit 1811 Yards Raumgewinn und 18 Touchdowns im Laufspiel führte Taylor jeweils die Liga an. Er stellte neue Franchiserekorde bei den Colts für Rushing-Yards, Rushing-Touchdowns und Yards pro Lauf (5,5) auf. Taylor wurde einstimmig in das All-Pro-Team von Associated Press gewählt.
In seinem dritten Jahr in der NFL konnte Taylor nicht an seine Leistung aus der Vorsaison anknüpfen. Er fiel zunächst für drei Spiele wegen einer Knöchelverletzung aus und verpasste nach einer Verletzung am 15. Spieltag bei der Partie gegen die Minnesota Vikings den Großteil dieses Spiels sowie die letzten drei Spiele. Taylor erlief in elf Spielen 861 Yards bei 192 Versuchen und kam auf einen Durchschnitt von 4,5 Yards pro Lauf.

### NFL-Statistiken
| Saison                             | Team  | Spiele | Spiele | Rushing | Rushing | Rushing | Rushing | Rushing | Receiving | Receiving | Receiving | Receiving | Receiving | Fumbles | Fumbles |
| Saison                             | Team  | GP     | GS     | Att     | Yds     | Avg     | Lng     | TD      | Rec       | Yds       | Avg       | Lng       | TD        | Fum     | Lost    |
| ---------------------------------- | ----- | ------ | ------ | ------- | ------- | ------- | ------- | ------- | --------- | --------- | --------- | --------- | --------- | ------- | ------- |
| 2020                               | IND   | 15     | 13     | 232     | 1169    | 5,0     | 62      | 11      | 36        | 299       | 8,3       | 39        | 1         | 1       | 1       |
| 2021                               | IND   | 17     | 17     | 332     | 1811    | 5,5     | 83      | 18      | 40        | 360       | 9,0       | 76        | 2         | 4       | 2       |
| 2022                               | IND   | 11     | 11     | 192     | 861     | 4,5     | 66      | 4       | 28        | 143       | 5,1       | 19        | 0         | 3       | 3       |
| 2023                               | IND   | 10     | 7      | 169     | 741     | 4,4     | 49      | 7       | 19        | 153       | 9,1       | 40        | 1         | 1       | 0       |
| 2024                               | IND   | 14     | 13     | 303     | 1431    | 4,7     | 70      | 11      | 18        | 136       | 7,6       | 25        | 1         | 4       | 1       |
| Total                              | Total | 67     | 61     | 1228    | 6013    | 4,9     | 83      | 51      | 141       | 1091      | 7,7       | 76        | 5         | 13      | 7       |
| Quelle: pro-football-reference.com |       |        |        |         |         |         |         |         |           |           |           |           |           |         |         |